# オトシモノ
『オトシモノ』は、2006年9月30日に公開されたホラー映画。邦画として史上初めて、韓国にて先行上映された。
キャッチ・コピーは「拾ってはいけない。」

## ストーリー
ある日、三葉電鉄の水無駅で定期券を拾った福田孝という少年と高校生・木村奈々の妹、範子が突然姿を消してしまった。孝や範子だけではなく、この定期券の他にブレスレットを拾った全ての人が姿を消すというなんとも奇妙な出来事が起きた。
妹を捜す奈々は今回の出来事の手掛かりを掴み、謎を解き明かそうとする。ある日、奈々の所に口を利いたことの無い同級生の藤田香苗が手助けをしてくれることに。香苗は彼氏の須藤茂がブレスレットを拾って消えてしまったという。
二人がこの謎を解き明かしてゆく中で水無駅のホームに出没する黒服の女性を見かける。
そんな時、奈々と香苗が利用する路線で以前起きた事故により死亡した女性「青沼八重子」の存在に辿り着く。
一方、三葉電鉄の運転手・久我俊一もこの事件や怪奇現象に注目しており駅や電車内の落とし物管理をしている同僚の川村に話を聞いたり調査する内に彼女らに出会うことになる。

## キャスト
- 木村奈々：沢尻エリカ
- 藤田香苗：若槻千夏
- 久我俊一：小栗旬
- 青沼久美（黒服の女性）：杉本彩
- 青沼八重子：不明
- 川村：板尾創路
- 木村靖子：浅田美代子
- 木村範子：野村涼乃
- 島尾裕樹：牧野晴
- 須藤茂：北村栄基
- 女子高生：あじゃ
- 女子高生：清水沙映
- 加藤康起、佐藤和也、六角慎司、高屋基文、佐伯玲奈

## スタッフ
- 監督・脚本：古澤健
- 共同脚本：田中江里夏
- プロデューサー：石塚慶生
- 助監督：李相國
- 音楽：林祐介
- 製作総指揮：迫本淳一
- 製作：久松猛朗
- プロデューサー：石塚慶生、榎望
- VFXスーパーバイザー：長谷川靖
- 製作：「オトシモノ」フィルムパートナーズ（松竹、アミューズソフトエンタテインメント、日本出版販売、ツインズジャパン、ピラミッドフィルム）
- 配給：松竹
- 原案：浅見敬、福島大輔

## 書籍
漫画版
林ふみの（角川書店）
映画の前日譚で三葉電鉄の運転手・久我俊一の高校時代の同級生の双子が主役。青沼久美（黒服の女性）の過去も描かれている。
小説版
福澤徹三（角川書店）
映画のノベライズ。三葉電鉄の水無駅と黒橋駅のホームを線路で結ぶとある水無トンネルとその周辺の土地の過去の説明がある。

## 関連イベント
- よみうりランド『呪われたオトシモノ』
  - 2006年7月15日 - 9月10日まで開催。常設のお化け屋敷「恐怖の館」に映画の一場面を再現した歩行（ウォークスルー）型アトラクション。